# ルイ・ジュールダン
ルイ・ジュールダン（Louis Jourdan、1921年6月19日 - 2015年2月14日）は、フランス・マルセイユ出身の映画・舞台俳優。ルイ・ジュルダンとも。

## 来歴
20歳のころ、本格的に俳優としてキャリアをスタート。顔立ちの整った二枚目なマスクとスマートな体型、そして美声を活かして女性ファンを急増させた。1940年代は映画『ラ・ボエーム』や『忘れじの面影』、『ボヴァリー夫人』などに出演し、ロマンチックな作品が先行したが、50年代に入るとヌーヴェルヴァーグの波に乗ってフィルムノワール調の作品に多く主演し、ムード満点の魅力を存分に生かした。その冷徹で時に知的な個性は、後に輩出されるロベール・オッセンやジャン＝ルイ・トランティニャンらに引き継がれるものとなる。
俳優ルイ・ジュールダンの名が世界中に知られるきっかけとなった『恋の手ほどき』や『大都会の女たち』そして『予期せぬ出来事』は、現在でも指折りの名作に数えられる。1960年代後半からは、TVドラマにも意欲的に主演。オカルト・ミステリー作品『悪の祭典』などでは性格俳優という一面も披露。高い演技力と幅の広さを見せつけた。70年代はイギリスの文芸作品などにも挑戦。芸域を広め、1980年代はヨーロッパの作品に出演しながらもアメリカに渡り『怪人スワンプ・シング』シリーズにおいてのB級作品で、主演作を量産し日本でも顔が知られるようになった。1983年『007/オクトパシー』では、謎めいた富豪役を不気味に演じ、主人公ボンドを向こうに回して存在感を示し、その後も1992年まで活動し渋い魅力と演技力で魅了、息の長いキャリアで健在ぶりを見せていた。
1992年の映画『イヤー・オブ・ザ・コメット/失われたワインを追え!』の出演を最後に現役を引退し、晩年は南フランスで余生を送っていた。
2015年2月14日、老衰にて逝去。93歳没。

## 私生活
ジュールダンはハリウッド・ウォーク・オブ・フェームに2個の星を獲得している。
また、2010年には、友人のシドニー・ポワチエやカーク・ダグラスたちに囲まれながらレジオンドヌール勲章を授与された。

## 主な出演作品

### 映画
| 公開年 | 邦題 原題                                                           | 役名                                                        | 備考                         |
| ------ | ------------------------------------------------------------------- | ----------------------------------------------------------- | ---------------------------- |
| 1945   | 呪われた抱擁 Félicie Nanteuil                                       | Robert de Ligny                                             |                              |
| 1945   | ラ・ボエーム La Vie de bohème                                       | ロドルフォ                                                  |                              |
| 1947   | パラダイン夫人の恋 The Paradine Case                                | アンドレ・ラトゥール                                        |                              |
| 1948   | 忘れじの面影 Letter from an Unknown Woman                           | ステファン・ブランド                                        |                              |
| 1949   | ボヴァリー夫人 Madame Bovary                                        | ロドルフ・ブーランジェ                                      |                              |
| 1951   | 南海の劫火 Bird of Paradise                                         | アンドレ・ローレンス                                        |                              |
| 1951   | 女海賊アン Anne of the Indies                                       | プエール・フランシス・ラ・ロシェル                          |                              |
| 1952   | 幸福の時間、ビビとペギー The Happy Time                             | デスモンド・ボナール                                        |                              |
| 1953   | デカメロン夜話(海賊パガニノ、道徳の賭け、医師の娘) Decameron Nights | ジョヴァンニ・ボッカチオ/パガニノ/ジュリオ/ドン・ベルタンド | ボッカチオ原作のアンソロジー |
| 1953   | エストラパード街 Rue de l'estrapade                                 | アンリ・ローラン                                            |                              |
| 1954   | 愛の泉 Three Coins in the Fountain                                  | ディノ公爵                                                  |                              |
| 1955   | 白鳥 The Swan                                                       | ニコラス・アギ                                              |                              |
| 1956   | 影なき恐怖 Julie                                                    | ライル・ベントン                                            |                              |
| 1957   | 親分(ボス) Escapade                                                 | フランク                                                    |                              |
| 1958   | 氣球に乗ってきた王子 Dangerous Exile                                | Duke Philippe de Beauvais                                   |                              |
| 1958   | 恋の手ほどき Gigi                                                   | ガストン                                                    |                              |
| 1959   | 大都会の女たち The Best of Everything                               | デヴィッド・サベージ                                        |                              |
| 1960   | カンカン Can-Can                                                    | Philipe Forrestier                                          |                              |
| 1961   | ローマの女戦士 Le Vergini di Roma                                   | Drusco                                                      |                              |
| 1961   | 巌窟王 Le Comte de Monte Cristo                                     | エドモンド・ダンテス                                        |                              |
| 1963   | 大反逆 Mathias Sandorf                                              | Le comte Mathias Sandorf                                    |                              |
| 1963   | 予期せぬ出来事 The V.I.P.s                                          | マーク・チャンプセル                                        |                              |
| 1966   | メイド・イン・パリ Made in Paris                                    | マール・フォンテイン                                        |                              |
| 1968   | ナチ特命指令 To Die in Paris                                        | Colonel Bertine Westrex                                     |                              |
| 1968   | パリの秘めごと A Flea in Her Ear                                    | アンリ                                                      | テレビ映画                   |
| 1969   | 鏡と悪魔 Fear No Evil                                               | デヴィッド・ソレル                                          | テレビ映画                   |
| 1969   | 記憶の鍵 Run a Crooked Mile                                         | リチャード・スチュアート                                    | テレビ映画                   |
| 1970   | 悪の祭典 Ritual of Evil                                             | デヴィッド・ソレル                                          | テレビ映画                   |
| 1973   | ミス・アメリカン・コンテスト The Great American Beauty Contest      | ラルフ                                                      | テレビ映画                   |
| 1973   | わが心の詩 Piange... il telefono                                    |                                                             |                              |
| 1977   | 鉄仮面 The Man in the Iron Mask                                     | ダルタニアン                                                | テレビ映画                   |
| 1978   | シルバー・ベアーズ Silver Bears                                     | Prince Gianfranco di Siracusa                               |                              |
| 1982   | 戒厳令下の恋人たち Gamble on Love                                   |                                                             |                              |
| 1982   | 怪人スワンプ・シング/影のヒーロー Swamp Thing                       | アントン・アルケイン博士                                    |                              |
| 1983   | 007 オクトパシー Octopussy                                          | カマル・カーン                                              |                              |
| 1986   | ビバリー・ヒルズ・マダム Beverly Hills Madam                        | ダグラス・コービン                                          | テレビ映画                   |
| 1988   | カウンター・フォース Escuadrón                                      | カサール                                                    |                              |
| 1989   | 怪人スワンプ・シング The Return of Swamp Thing                      | アントン・アルケイン博士                                    |                              |
| 1992   | イヤー・オブ・ザ・コメット/失われたワインを追え! Year of the Comet  | フェリペ                                                    |                              |

### テレビシリーズ
| 放映年 | 邦題 原題                                | 役名                                   | 備考                        |
| ------ | ---------------------------------------- | -------------------------------------- | --------------------------- |
| 1978   | 刑事コロンボ Columbo: Murder Under Glass | 犯人＝料理評論家（ポール・ジェラード） | 『美食の報酬』              |
| 1980   | チャーリーズ・エンジェル Nips and Tucks  |                                        | 『悪魔の囁き!私が愛した女』 |

## 参照
1. ↑  “ルイ・ジュールダンさん死去　『007』敵役や『ボヴァリー夫人』など”.   シネマトゥデイ (2015年2月16日). 2015年2月16日閲覧。
2. ↑  YouTube.com – A day with the French Ambassador Retrieved 5 September 2010